# Mioscarta obscuripennis
Mioscarta obscuripennis är en insektsart som beskrevs av Schmidt 1920. Mioscarta obscuripennis ingår i släktet Mioscarta och familjen spottstritar.
Artens utbredningsområde är Filippinerna. Inga underarter finns listade i Catalogue of Life.